# Henri-Michel d'Amboise
Henri-Michel d'Amboise, seigneur du Clos-Lucé, né le 28 décembre 1740 à Pontvallain et mort le 25 octobre 1812 à Amboise, dans son manoir du Clos Lucé, est un militaire français.

## Famille
Henri-Michel d'Amboise appartient à une famille issue de Jean d'Amboise, valet de chambre et chirurgien ordinaire du roi au Châtelet de Paris, né à Douai vers 1514 et mort à Paris le 13 décembre 1584. Il est le fils d'Antoine Alexandre d'Amboise, seigneur du Clos-Lucé et de la Menaudière, et d'Angélique Drouet d'Aubigny.
Chaix d'Est-Ange écrit sur cette famille d'Amboise : « L'ancienne maison d'Amboise est donc complètement éteinte. La famille d'Amboise aujourd'hui existante descend de Jean d'Amboise né à Douai en Flandres, dont on a voulu plus tard faire un fils de Michel d'Amboise ». Ce personnage fut chirurgien des rois François Ier, Henri II, François II, Charles IX et Henri III, jouit auprès d'eux d'une certaine faveur, obtint en 1566 des lettres de naturalisation, mourut le 13 décembre 1584 et fut enterré en l'église Saint Gervais à Paris. Il avait épousé Marie fille de Jean Fromager chirurgien juré au Châtelet de Paris et en laissa trois fils : François, Adrien et Jacques d'Amboise que le roi Charles IX fit élever de ses deniers au collège de Navarre".
En 1790 déjà la notice consacrée à Jacques d'Amboise dans l’Encyclopédie méthodique : Médecine… indique :
« L’auteur des « Recherches sur l’Origine de la Chirurgie » a avancé que Jacques d’Amboise descendait de l’illustre famille d’Amboise & l’auteur de l’« Index funerous » a la même opinion. Si ce ne n’est qu’une erreur elle est grossière, si c’est une prétention elle est ridicule.
Opinion reprise à l'époque contemporaine par Marc Venard qui écrit : « Cette famille d’Amboise n’a aucun rapport avec l’illustre lignage du cardinal d’Amboise. Elle sort de l’ombre avec un chirurgien des derniers Valois. »

## Biographie
Colonel du régiment de Bourbonnais, colonel de la compagnie des grenadiers et chevalier de l'ordre de Saint-Louis, il est élu député de la Touraine en 1789, mais n'accepte que le poste de suppléant. 
En 1793, il est emprisonné à Port-Royal à Paris, pendant la Terreur. Il ne recouvre sa liberté que deux mois après la mort de Robespierre, à la fin septembre 1794.
Grâce à lui, le manoir du Clos Lucé, ancienne demeure de Léonard de Vinci, à Amboise, ne sera pas détruit pendant la Révolution.[réf. nécessaire]

## Vie familiale

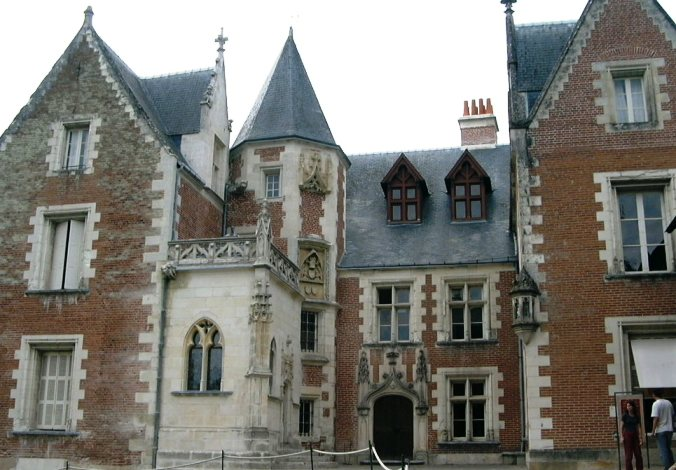
manoir du Clos Lucé à Amboise

Il se marie à Amboise, le 14 avril 1778 avec Catherine des Essarts. Ils eurent huit enfants :
- Alexandrine, mariée au Comte de Mons-Villeneuve.
- Amelie, née au manoir du Clos Lucé, à Amboise le 28 avril 1782.
- Marie-Françoise, surnommée "Antoinette". Elle avait pour parrain le duc de Choiseul et pour marraine la princesse de Monaco.
- Berthile, née au Clos Lucé le 17 mai 1785.
- Adélaîde, née au Clos Lucé le 26 septembre 1789.
- Georges-Alexis d'Amboise, né au Clos-Lucé le 20 juillet 1791, mariée à Louisa Barwell, en Angleterre.
- Henriette, née au Clos Lucé le 26 septembre 1794.
- Jacques-Henri, marié à Rose, fille du marquis de Tristan.

Son corps a été inhumé, au côté de son ami le duc de Choiseul, au cimetière des Ursulines d'Amboise. Leurs tombes sont aujourd'hui classées monument historique.